# Tikšeozero
Tikšo(e)zero (rus. Тикшеозеро, Тикшозеро; fin. Tiiksjärvi) je slatkovodno jezero koje se nalazi u Louhskom rajonu u Republici Kareliji i u Kandalakškom rajonu u Murmanskoj oblasti u Rusiji. Jedno je od najvećih jezera u Kareliji. Površina jezera je 209 km2, a površina njegovog porječja je 1080 km2. Iz jezera istječe rijeka Lopskaja, koji teče prema sjeveru kao dva odvojena toka (Pudos i Vinča) u jezero Kovdozero, a pripada slijevu Kovde i Bijelog mora.
Jezero je vrlo složenog oblika, s velikim brojem otoka. Gotovo cijelo područje jezera nalazi se u Republici Kareliji, a samo zaljev koji služi kao izljev rijeke Pudos nalazi se u Murmanskoj oblasti. Najveći otok na jezeru je otok Kajgas koji se nalazi u sjeverozapadnom dijelu jezera. Glavni priljev jezera također je rijeka Lopskaja, također poznata u ovom dijelu kao rijeka Bolšaja.
Slivno područje jezera Tikšozero je relativno malo za jezero ovog područja. Uključuje područja na sjeveru Louhskog rajona, uglavnom smještena jugozapadno od jezera. Najveće jezero u slivu jezera Tikšozero je jezero Sennozero.
Obala jezera nije naseljena.